# Петровський Олександр Володимирович
Олександр Володимирович Петровський (від народження — Нареклешвілі, нар. 9 червня 1972 року, Руставі, Грузинська РСР) — український підприємець, меценат. Президент БФ «Солідарність». Делегат Об'єднавчого Собору Православної Церкви України 2018 від Дніпровської єпархії УПЦ КП. Кавалер Ордену «Хрест Івана Мазепи». Заслужений тренер України..

## Життєпис
Походить із відомого грузинського роду — по батьківській лінії, та станової козацької старшини з роду Вовків із села Бодаква Сенецької сотні Лубенського полку Гетьманщини — по материнській родині. Виріс у бідній сім'ї. За кілька років після народження сина, мати Оксана Іванівна Вовк розлучилась і переїхала з Грузії до Дніпропетровська (нині Дніпра), де він закінчив 8 класів середньої школи. У 1980-х змінив прізвище на Петровський, взявши прізвище вітчима.
2011 року сестра Петровського балотувалась до Дніпропетровської обласної ради від піртії «Сильна Україна» Сергія Тігіпка.
2 березня 2014 року під час проросійських виступів у Дніпрі організував створення координаційного центру бізнесменів, політиків, представників охоронних структур, церков та патріотичних організацій, який визначив стратегію для захисту міста.
Має громадянство України, Ізраїлю та Швейцарії. Один із найбагатших людей Дніпра.
2016 Петровський спільно з єпископ Дніпровським Симеоном (Зінкевичем) став ініціатором проведення першого зїзду військових священиків ЗСУ у місті Дніпрі — інституту капеланів УПЦ КП, який отримав потужний розвиток з початком вторгненя Російської Федерації до України у лютому 2014.
2018 — Петровський заснував інвестиційний фонд «Капілано» зі статутним капіталом у 135 млн грн.
Активний учасник дипломатичної роботи з підготовки надання Томосу з боку Вселенської патріархії для Православної Церкви України. Учасник Об'єднавчого Собору УАПЦ, УПЦ КП та РПЦвУ у Софії Київській від Дніпровської єпархії УПЦ КП..

## Благодійність
- У жовтні 2003 року заснував благодійний фонд «Солідарність» («Міжнародний благодійний фонд Олександра Петровського „Солідарність“»). Задекларована діяльність фонду: допомога малозабезпеченим, дітям-інвалідам, сиротам, людям похилого віку[11].
- Є меценатом ПЦУ[12][13]. Зокрема, за кошти Олександра 2012 року в Дніпрі побудовано Храм Різдва пресвятої Богородиці у Покровському районі міста. Постійно бере участь у заходах ПЦУ та інших релігійних конфесій в Дніпрі[14][9]. За власні кошти відремонтував будівлю Дніпровської єпархії УПЦ.
- З початком АТО почав фінансувати закупівлю спорядження для Добровольчих Батальйонів та ЗСУ. Окрім того підтримував шпиталі та фінансував лікування поранених.
- У червні 2017 року на святкуванні свого дня народження подарував Дніпровському єврейському центру «Менора» срібну менору, найбільшу зі створених. Її виготовлено в Єрусалимі[15].
- За даними журналістів, завдяки Петровському Дніпру вдалося повернути у власність військовий шпиталь, який перебував під заставою в російського банку.
- Петровський власним коштом відновив будинок історичної синагоги Леві-Іцхака Шнеєрсона, де розташований пансіон для хлопчиків.

## Родина
- Мати — Оксана Іванівна Петровська — українська артистка драми і театрального керівника, Заслужена артистка України, директор-художній керівник Дніпровського академічного музично-драматичного театру ім. Шевченка, співвласниця «Клініки сімейної медицини» (Дніпро)[16].
- Донька — Богдана Олександрівна Петровська[17].
- Сват українського політика, нардепа від БПП Андрія Павелка. Кум футболіста Андрія Шевченка. Соратник нардепа від БПП Андрія Денисенка.[18]
- Аліна Петровська — сестра, співзасновниця ТОВ «Перемога плюс», співвласником компанії також є Ігор Кривченко, засновник будкомпанії «Апріорі», яка 2016 року звела на Подолі в Києві комплекс малоповерхових житлових будинків «Щасливий маєток»[19][20]. 2011 Аліна балотувалась до дніпровської облради від партії «Сильної України» Сергія Тігіпка[21].

## Відзнаки
- Хрест Івана Мазепи (24 серпня 2017) — за значний особистий внесок у державне будівництво, соціально-економічний, науково-технічний, культурно-освітній розвиток України, вагомі трудові здобутки та високий професіоналізм (як представник волонтерської організації «Серця кіборгів», відзнака Президента України)[22]
- Орден Князя Володимира І ст. (2018, нагородив особисто патріарх Філарет)[23][24]
- 20 жовтня 2017 року — нагородна зброя, пістолет Glock 17 від міністра оборони України Степана Полторака.
- Відзнака «Слава Україні» на IV форумі національного та патріотичного єднання й духовності (січень 2018)[25][26].
- 3 листопада 2015 — церковний орден пророка Ілії від патріарха УПЦ КП Філарета, нагороджено Петровського як одного з головних меценатів УПЦ КП.

## Критика
2010 року тодішній генпрокурор Луценко назвав Петровського кримінальним авторитетом на прізвисько «Нарік» (за першим прізвищем — Налекрешвілі). Згодом Олександр виграв кілька судів, в тому числі проти Луценка, що своїми рішеннями заборонили називати його «наріком», «керівником організованого злочинного угруповання» або «кримінальним авторитетом». Але 2020 року повторний розгляд справ переглянув попередні рішення судів, визнавши, що Петровського дозволено називати кримінальним авторитетом.